# Longview Range
Longview Range är ett berg i Kanada.   Det ligger i provinsen British Columbia, i den centrala delen av landet, 3 900 km väster om huvudstaden Ottawa. Toppen på Longview Range är 1 738 meter över havet, eller 12 meter över den omgivande terrängen. Bredden vid basen är 0,05 km.
Terrängen runt Longview Range är varierad. Trakten runt Longview Range är nära nog obefolkad, med mindre än två invånare per kvadratkilometer.. Det finns inga samhällen i närheten.
Trakten runt Longview Range är permanent täckt av is och snö.